# (7392) Kowalski
(7392) Kowalski est un astéroïde de la ceinture principale.

## Description
(7392) Kowalski est un astéroïde de la ceinture principale. Il fut découvert le 6 mars 1984 à la station Anderson Mesa par Edward L. G. Bowell. Il présente une orbite caractérisée par un demi-grand axe de 2,75 UA, une excentricité de 0,13 et une inclinaison de 5,0° par rapport à l'écliptique.

## Compléments